# ブチリルCoA
ブチリルCoA（butyryl-CoA）は、酪酸の補酵素A活性型である。
ブチリルCoAデヒドロゲナーゼなど多くの酵素反応に関与する。